# Ugley
Ugley – wieś i civil parish w Anglii, w hrabstwie Essex, w dystrykcie Uttlesford. W 2011 roku civil parish liczyła 449 mieszkańców. W miejscowości znajduje się kościół św. Piotra. Ugley jest wspomniana w Domesday Book (1086) jako Ugghelea.